# Distretto di Chibabava
Il distretto di Chibabava è un distretto del Mozambico, facente parte della Provincia di Sofala.

## Suddivisioni amministrative
Il distretto è suddiviso in tre sottodistretti amministrativi (posti amministrativi):
- Chibabava
- Goonda
- Muxúngue